# NGC 5336
NGC 5336 é uma galáxia espiral (Sc) localizada na direcção da constelação de Canes Venatici. Possui uma declinação de +43° 14' 35" e uma ascensão recta de 13 horas, 52 minutos e 09,8 segundos.
A galáxia NGC 5336 foi descoberta em 9 de Abril de 1787 por William Herschel.